# S/2003 (69230) 1
S/2003 (69230) 1 este un asteroid Apollo, asteroid care intersectează orbita planetei Marte, intersectează orbita Pământului, care intersetează orbita planetei Venus și un satelit natural pe orbită în jurul asteroidului 69230 Hermes. A fost descoperit în timpul observațiilor radar efectuate din 18 până în 20 octombrie 2003. Talia sa este de circa 400 de metri, comparabilă cu aceea a corpului primar (care are talia de 1,08 kilometri), iar satelitul orbitează la circa 1 kilometru de Hermes.